# 레알 소시에다드
레알 소시에다드 데 푸트볼, S.A.D.(스페인어: Real Sociedad de Fútbol, S.A.D., 왕립 사회 축구단, 스포츠 공개 유한 법인)은 흔히 레알 소시에다드(스페인어: Real Sociedad reˈal soθjeˈðað[*], 왕립 사회단) 혹은 라 레알(스페인어: La Real, 왕가)로 알려진 스페인의 스포츠 클럽으로, 1909년 9월 7일에 창단했으며, 바스크 주 산 세바스티안을 연고로 두고 있다. 레알 소시에다드는 안방 경기를 아노에타에서 치른다. 레알 소시에다드는 1980-81 시즌과 1981-82 시즌에 연달아 라리가 우승을 거두었고, 가장 최근에 준우승을 차지한 때는 2002-03 시즌이다. 구단은 1908-09 시즌, 1986-87 시즌, 그리고 2019-20 시즌에 코파 델 레이에서도 3번 우승을 거두었다. 레알 소시에다드와 숙적 아틀레틱 빌바오와의 경기는 바스크 더비로 수식된다. 레알 소시에다드는 1929년 라 리가의 원년 참가 구단들 중 하나이다. 레알 소시에다드가 1부 리그에 가장 오래 머물렀던 기간은 1967년부터 2007년까지 40년이다.
전통적으로 레알 소시에다드는 숙적 아틀레틱의 경우처럼 바스크 선수들만 영입하는 정책을 펼쳤지만, 1989년 아일랜드 국가대표 공격수 존 앨드리지를 영입하면서 폐지되었다. 지금도 선수단 구성을 보면 바스크를 대표하는 선수들 주축을 차지하지만, 바스크 출신이 아닌 스페인 타지 선수들과 외국인 선수들도 활약한다. 유소년부는 바스크만 받아주는 시대가 지난 이후에도 세계적으로 명성을 떨친 선수들을 배출했는데, 이들 중에는 FIFA 월드컵 정상에 오른 샤비 알론소와 앙투안 그리즈만도 있었다.
레알 소시에다드는 UEFA 챔피언스리그에 두 번 참가했는데, 2003-04 시즌에는 16강에 진출했지만, 리옹에 밀려 더 나아가지 못했다.
축구 외에도 레알 소시에다드는 다른 체육 부서도 운영하는데, 여자 축구, 트랙 및 필드 육상, 필드하키, 그리고 바스크 펠로타 부서를 두고 있다.

## 역사

### 초창기 역사

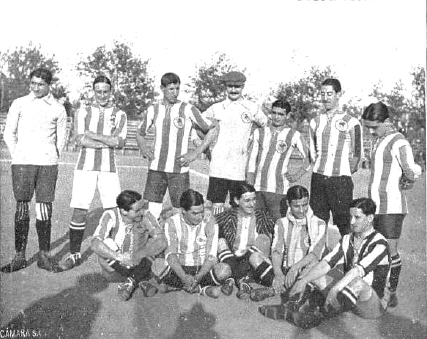
1912년의 레알 소시에다드 선수단

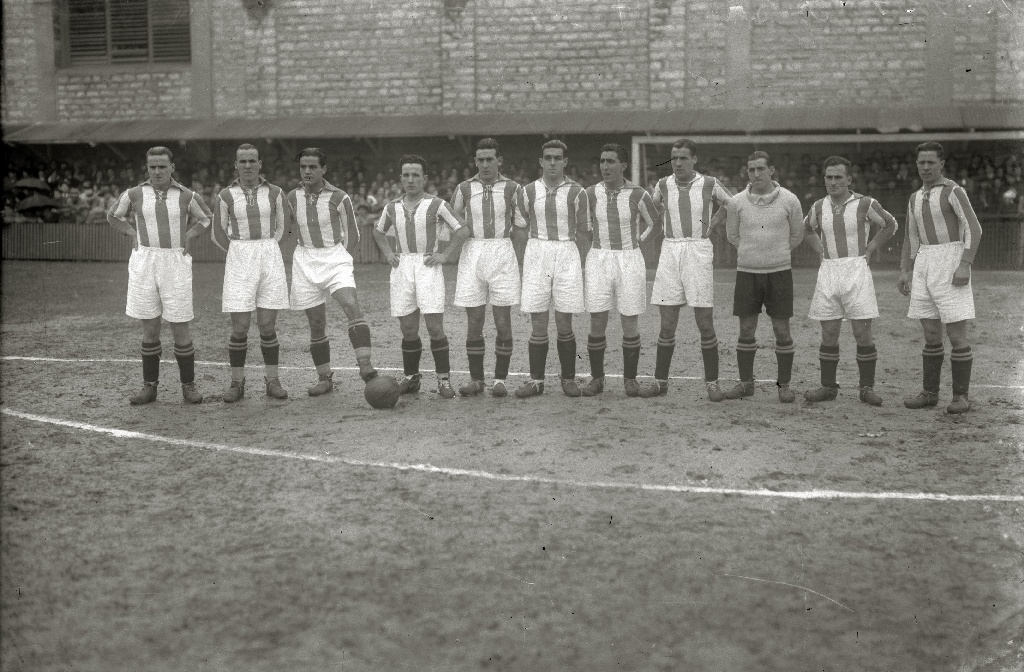
1930-31 시즌의 레알 소시에다드 선수단

산세바스티안에 축구가 전래된 때는 1900년대 초반으로, 영국으로 건너갔다 돌아온 학생들과 노동자들에 의해 알려졌다. 1904년, 이들은 산 세바스티안 레크리에이션 클럽(San Sebastian Recreation Club)을 창단하였고, 이 구단은 이듬해 코파 델 레이에 출전하였다. 1905년 5월, 산 세바스티안 축구단(San Sebastian Football Club)은 별도의 축구단으로 독립되어 창단되었다. 1909년 코파 델 레이 참가 신청을 냈지만, 복잡한 등록 절차로 클루브 시클리스타 데 산세바스티안(Club Ciclista de San Sebastián)으로 참가하게 되었다. 이 구단은 클루브 에스파뇰 데 마드리드를 결승전에서 3-1로 이겼다. 이러한 혼선으로, 축구 사회단(Sociedad de Futbol)이 1909년 9월 7일에 창단하였다. 1910년, 스페인 구단들은 두 라이벌 컵 대회에 참가했는데, 소시에다드 데 푸트볼은 바스코니아 데 산 세바스티안(Vasconia de San Sebastián)의 명칭으로 코파 UECF에 참가하였다. 같은 해 산 세바스티안을 여름 수도로 이용하던 알폰소 13세 국왕은 구단에 자신의 명칭을 하사하였고, 이 때를 기점으로 오늘날의 명칭인 왕립 사회 축구단(Real Sociedad de Fútbol)이 확립되었다.

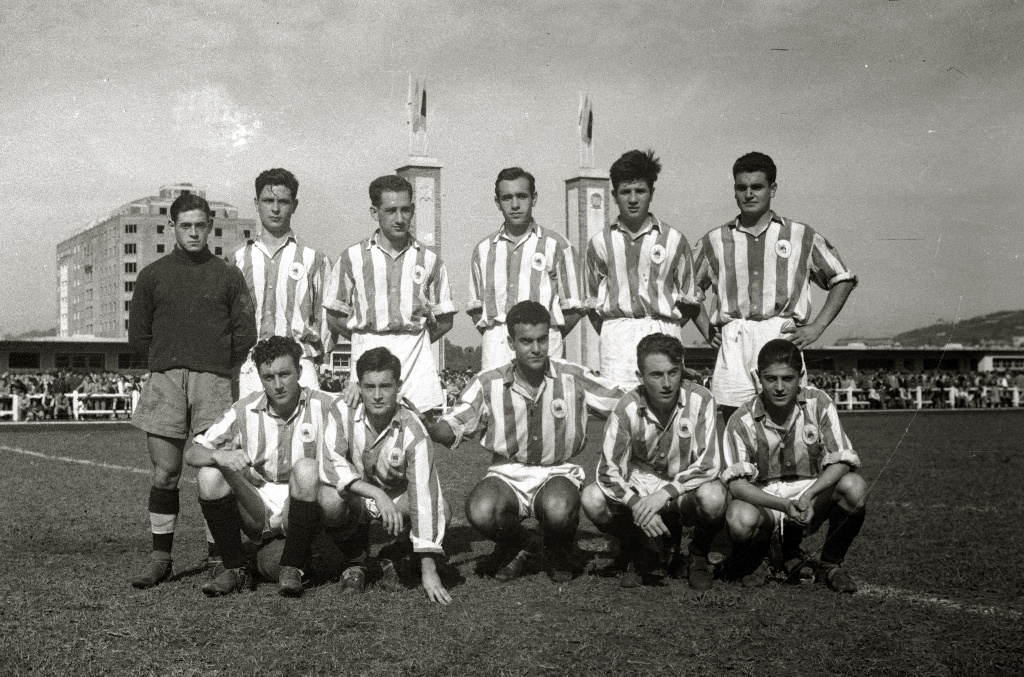
1952년의 레알 소시에다드 선수단

레알 소시에다드는 1929년 라 리가 출범 당시 참가한 선수단이었다. 레알 소시에다드는 4위의 성적을 냈는데, 프란시스코 "파코" 비엔소바스가 득점왕에 올랐다. 1931년, 구단은 스페인 제2공화국이 출범하면서 도노스티아 축구단(Donostia Club de Futbol)으로 개칭했지만, 1939년에 스페인 내전이 끝나면서 본래 명칭인 왕립 사회단으로 환원하였다. 레알 소시에다드는 초창기 1부와 2부 리그 사이를 왕래하였는데, 1940년대에는 승격과 강등 횟수가 도합하여 7번이었다. 당시 조각가 에두아르도 치이다가 부상으로 축구를 그만두기 전까지 선수단의 골키퍼를 맡았다.

### 1980년대 전성기
레알 소시에다드는 1979-80 시즌에 구단 역사상 최초로 라 리가 준우승의 성적을 기록했는데, 그 해 승점 52점을 수집하면서 3위를 차지한 스포르팅 히혼을 13점 차로 제쳤지만, 승점 53점으로 정상에 오른 레알 마드리드에 1점차로 밀렸다. 이듬해인 1980-81 시즌, 레알 소시에다드는 사상 첫 라 리가 우승을 거두어 레알 마드리드의 리그 4연패를 무산시켰는데, 최종전을 마치고 두 구단은 45점을 얻었는데, 마드리드는 골득실차에서 우위를 점했지만, 레알 소시에다드가 상대 전적에서 앞서서 우승을 차지할 수 있었다. 왕가는 이 우승에 따라 유러피언컵 1981-82에 참가했지만, 1라운드에서 불가리아의 CSKA 소피아에 패해 탈락했는데, 불가리아 원정에서 0-1로 패한 뒤, 스페인 안방에서 0-0으로 비겼다.

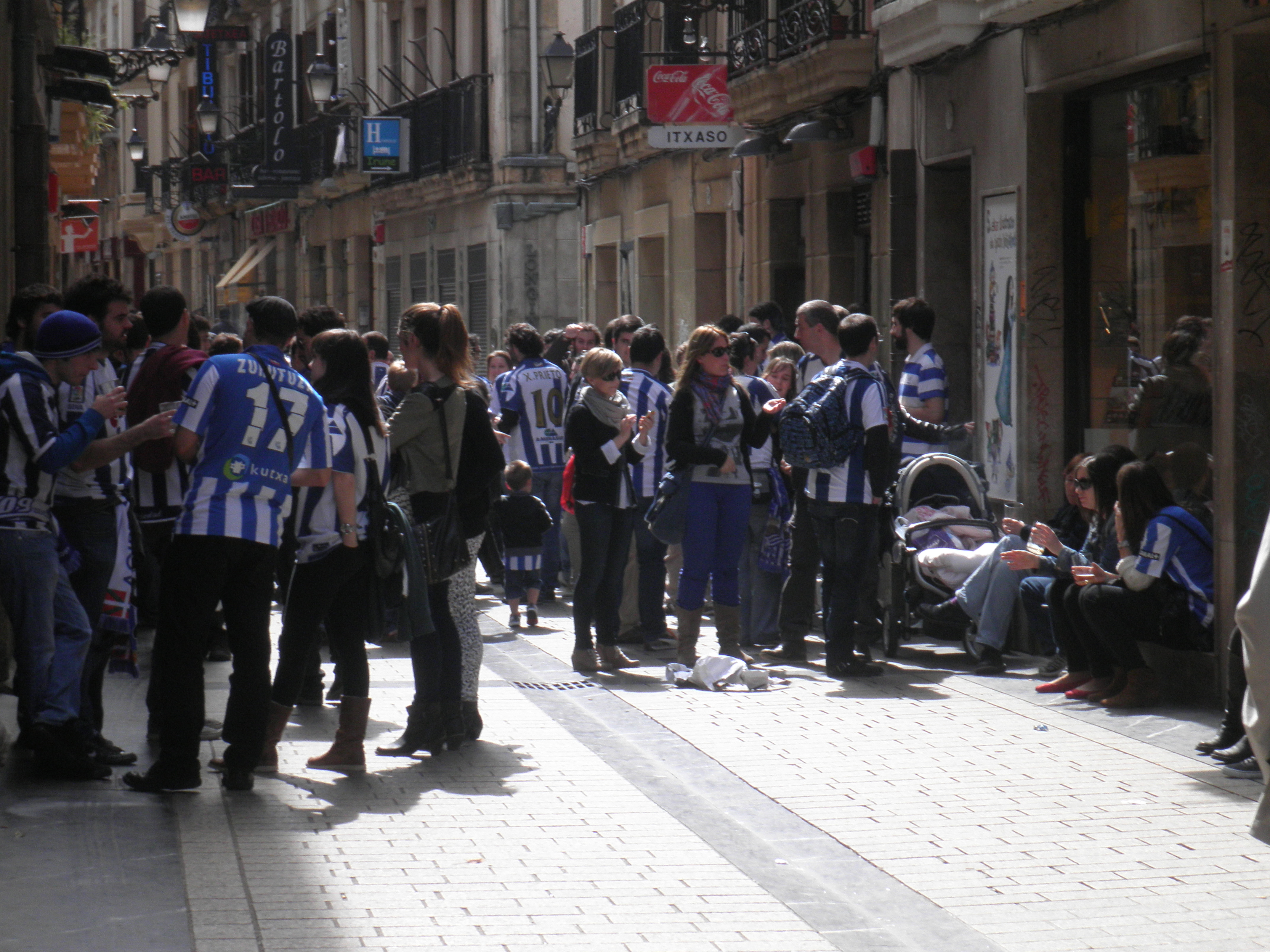
산 세바스티안의 레알 소시에다드 지지자들

알베르토 오르마에체아 감독이 이끄는 레알 소시에다드는 이듬해에도 리그 우승을 거두었는데, 이번에는 승점 47점을 확보하여 승점 45점을 차지한 바르셀로나를 따돌리고 우승하였다. 공격수 헤수스 마리아 사트루스테기가 1980-81 시즌에 16골로 구단 득점 1위를 기록했다. 사트루스테기는 이듬해에도 13골을 넣어 14골을 기록한 페드로 우랄데에 이어 득점 2위였다. 리그를 2년 연속 석권한 레알 소시에다드는 유러피언컵 1982-83의 준결승까지 올라갔는데, 아이슬란드의 비킹귀르, 스코틀랜드의 셀틱, 그리고 포르투갈의 스포르팅 리스본을 연달아 제압하였고, 이 시즌 우승을 차지한 함부르크에 2-3으로 석패하여 결승까지 오르지는 못하였다. 레알 소시에다드는 1982-83 시즌을 앞두고 수페르코파 데 에스파냐에서 우승을 거두었는데, 1차전에서 0-1로 패한 후 합계 4-1로 레알 마드리드를 이겼다.
1987년 3월 11일, 레알 소시에다드는 마요르카를 10-1로 크게 이겨 상대로 8강 최다 득점 기록을 세웠다. 같은 대회의 준결승전에서 바스크 숙적 아틀레틱 빌바오를 두 번의 경기에서 각각 1-0으로 이겼다. 1987년 6월 27일, 레알 소시에다드는 아틀레티코 마드리드와의 결승전에서 2-2로 비긴 후 승부차기에서 4-2로 이기고 사상 처음으로 코파 델 레이 우승을 차지했다. 경기는 아라곤 지방 사라고사의 라 로마레다에서 열렸다. 이듬해의 코파 델 레이에서, 레알 소시에다드는 8강에서 아틀레티코 마드리드와 재회하여 또다시 승리를 쟁취했다. 이후 준결승전에서 레알 마드리드를 합계 5-0으로 이겼지만, 1988년 3월 30일 레알 마드리드의 안방 산티아고 베르나베우에서 열린 결승전에서 바르셀로나에게 0-1로 패하였다. 1987-88 시즌 리그에서는 2번째 우승을 거둔 이래 처음으로 준우승을 차지하였는데, 승점 51점을 획득해 62점을 획득한 레알 마드리드와 11점차였고, 3위에 오른 아틀레티코 마드리드보다 승점 3점을 더 획득하였다.

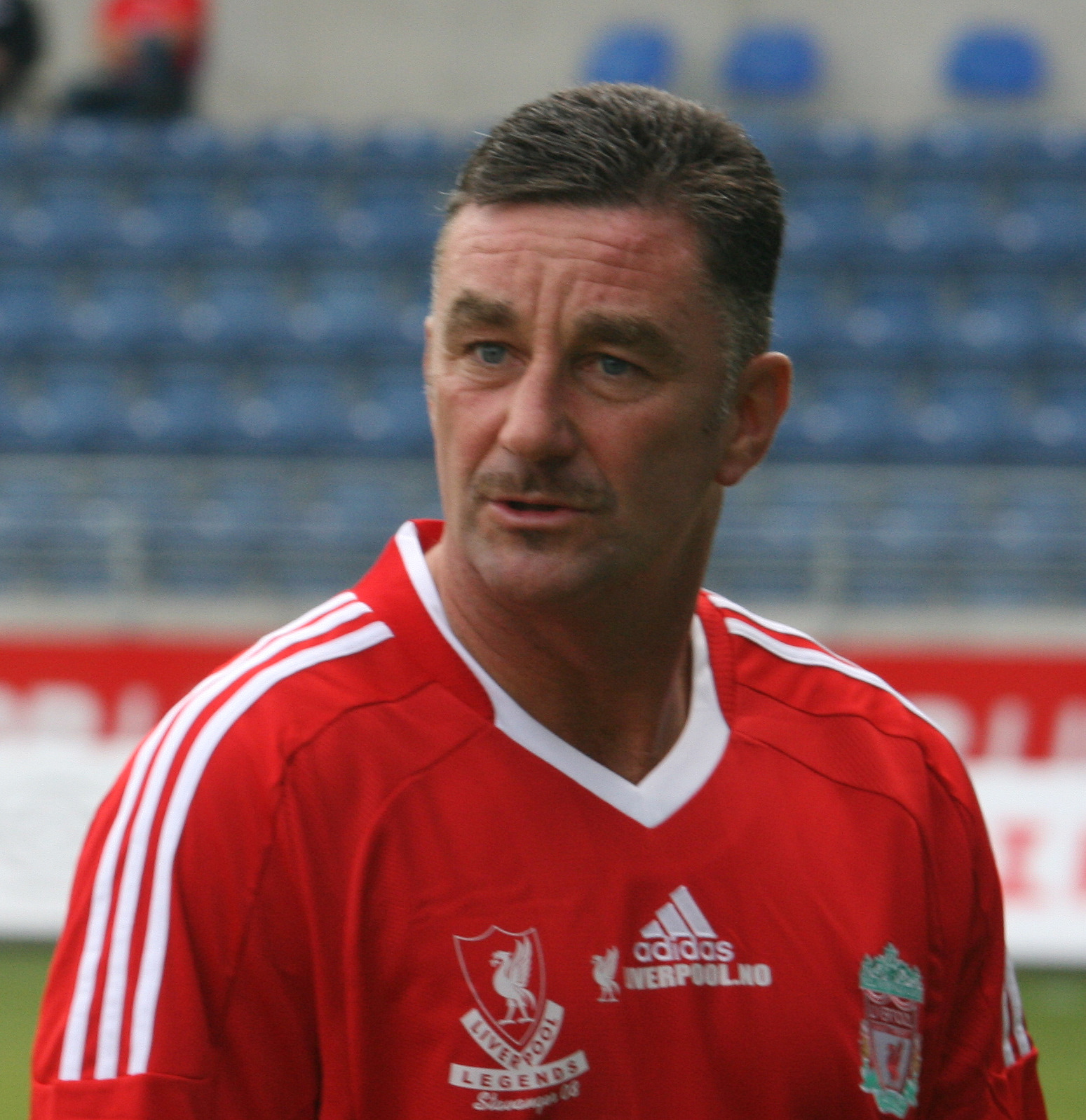
잉글랜드 태생의 아일랜드 국가대표 존 앨드리지가 레알 소시에다드에 입단한 첫 비(非)바스크 선수가 되었는데, 앨드리지는 1991년까지 2년 연속으로 구단 득점 1위를 기록했다

오랜 기간 동안, 레알 소시에다드는 바스크 숙적 아틀레틱 빌바오와 마찬가지로 바스크 선수만 영입하는 정책을 고수했다. 레알 소시에다드는 1989년에 아일랜드 국가대표 존 앨드리지를 리버풀에서 영입하면서 이 정책을 폐기하였다. 앨드리지는 도노스티아라에서의 1년차에 16골을 기록하여 구단 득점 1위를 기록하였고, 리그 전체 득점 4위에 올랐는데, 왕가는 이 시즌 리그를 5위로 마쳤다. 1990년 왕가는 또다른 잉글랜드 리그 공격수 데일리언 앳킨슨을 셰필드 웬즈데이에서 영입했는데, 그에 따라 앳킨슨은 구단 첫 아프리카계 선수로 이름을 올렸다. 앳킨슨은 1년차에 12골을 넣었는데, 그는 17골을 넣은 앨드리지에 이어 구단 득점 2위에 이름을 올렸다. 앨드리지는 이 시즌을 끝으로 왕가를 떠나 잉글랜드 무대로 복귀했는데, 하부 리그의 트랜미어 로버스로 이적하였고, 앳킨슨도 잉글랜드 1부 리그인 애스턴 빌라로 떠났다.
1997-98 시즌, 레알 소시에다드는 라 리가 3위의 성적을 거두었는데, 이는 1988년에 준우승을 차지한 이래 거둔 최고의 성적이었다. 이 시즌에는 승점 63점을 쌓아 올려 우승을 거둔 바르셀로나보다 승점이 11점 적었는데, 준우승을 차지한 아틀레틱 빌바오와는 불과 승점 2점차였다. 레알 소시에다드는 레알 마드리드보다 골득실차에서 우위를 차지해 더 높은 순위에 올랐다. 유고슬라비아의 공격수 다르코 코바체비치가 이 시즌에 17골을 넣어, 리그 득점 4위에 이름을 올렸다. 리그에서 3위의 성적을 거둔 왕가는 1998-99년 UEFA컵에 진출했는데, 스파르타 프라하와 디나모 모스크바를 꺾었지만, 3라운드에서 아틀레티코 마드리드에 패퇴하였다.

### 21세기

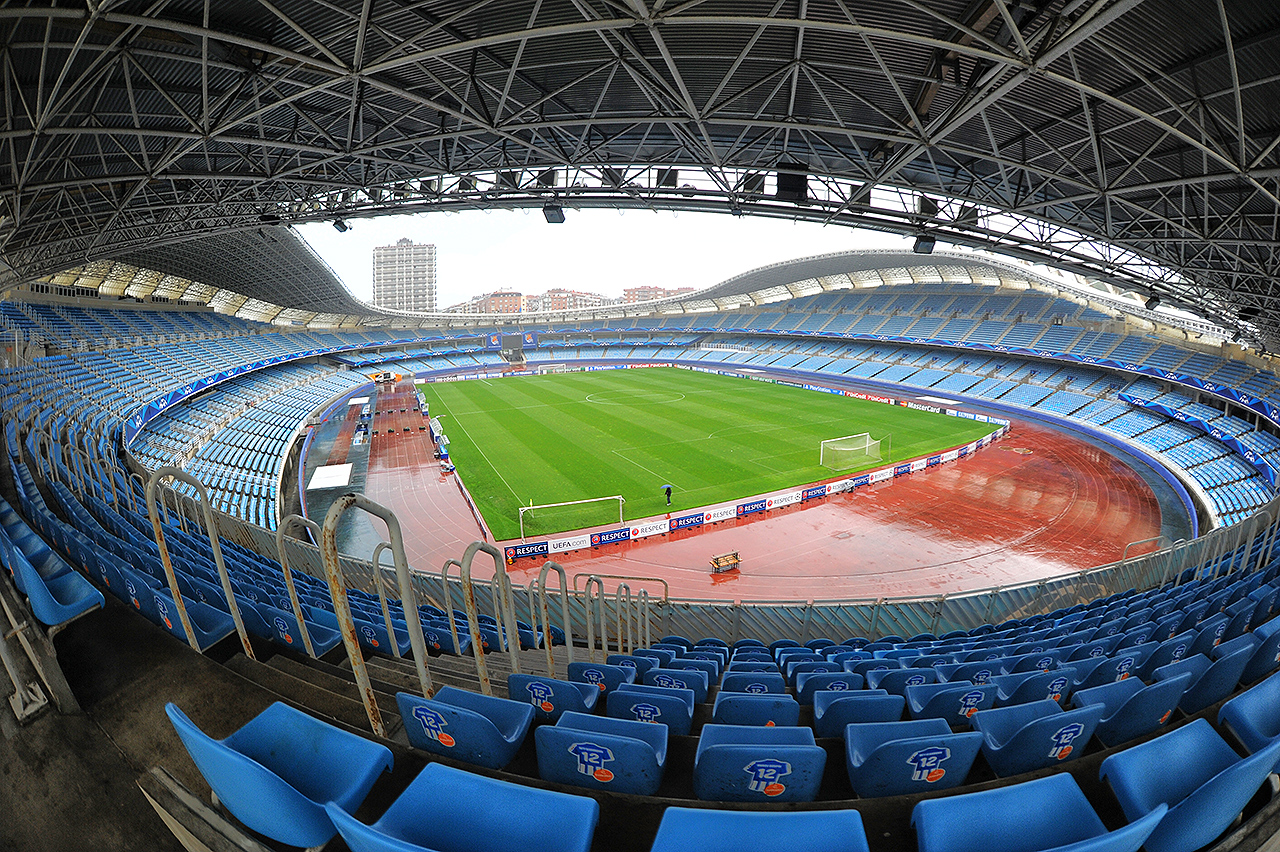
아노에타의 내부 파노라마

3년 연속 리그에서 13위의 성적을 거둔 레알 소시에다드는 2002-03 시즌에 1988년과 마찬가지로 리그에서 준우승을 거두었다. 레알 소시에다드는 승점 76점을 획득하였는데, 우승을 거둔 레알 마드리드만이 승점 78점으로 2점 앞섰고, 3위를 차지한 데포르티보보다는 승점을 4점 더 땄다. 이 시기에 구단을 지휘한 감독은 프랑스 출신의 레날 드누에였다. 왕가의 공격진을 터키 공격수 니하트 카흐베지와 유고슬라비아 국가대표 다르코 코바체비치가 맡았다. 두 선수는 각각 23골, 20골을 넣어 리그 득점 3위와 4위를 기록했다. 도노스티아라인들의 주축 선수들로는 네덜란드 국가대표 수문장 산데르 베스터르펠트와 신예 미드필더 샤비 알론소도 있었다. 알론소는 리그에서의 활약으로 돈 발론 올해의 국내 선수로도 선정되었고, 카흐베지는 올해의 외국인 선수로 선정되었으며, 드누에 감독도 올해의 감독으로 명명되었다.
레알 소시에다드의 2002-03 시즌 가장 중요한 순간은 4월에 아노에타에서 레알 마드리드를 4-2로 이긴 것이었다. 레알 소시에다드는 37라운드까지 치열한 라 리가 우승 경쟁을 이어나갔는데, 셀타 비고 원정에서 2-3으로 패하는 와중에 레알 마드리드가 아틀레티코 마드리드를 4-0으로 이겼다. 그에 따라 레알 마드리드는 한 경기를 남겨놓고 레알 소시에다드를 승점 2점 차로 앞서나가게 되었고, 왕가는 아틀레티코 마드리드를 3-0으로 이기는 동안 레알 마드리드는 아틀레틱 빌바오를 이기고 우승을 차지하였다. 레알 소시에다드는 리그 준우승으로 UEFA 챔피언스리그 2003-04 조별 리그에 직행하였다. 그 과정에서 아노에타 무패 기록을 세웠고, 총 71골을 넣었으며, 6경기에서만 졌다.
레알 소시에다드는 UEFA 챔피언스리그 2003-04에서 유벤투스, 갈라타사라이, 그리고 올림피아코스와 함께 D조에 편성되었다. 레알 소시에다드는 2승 3무 1패를 기록했는데, 1패는 유벤투스 원정에서 거둔 것이었고, 조 2위로 16강에 진출하였다. 하지만 리옹과의 경기에서 1차전 안방 경기, 2차전 원정 경기를 모두 1-0으로 패하면서 8강 진출이 좌절되었다. 2003-04 시즌을 기점으로 도노스티아라인의 급격한 하락이 두드려졌는데, 20개 구단이 참가하는 리그에서 15위를 차지하였다. 이 시즌에 승점 46점을 모으는 데에 그쳐 강등된 바야돌리드보다 겨우 승점 5점이 많았다.
2006년 9월 9일, 레알 소시에다드는 2000번째 라 리가 경기를 치렀다. 레알 소시에다드는 2006-07 시즌에 19위에 그치면서 라 리가에서 강등되었다. 2007년 7월 9일, 전 웨일스 국가대표 감독이자 풀럼의 감독인 크리스 콜먼이 전 레알 소시에다드 감독이자 구단의 주요 관계자인 존 토샥의 추천으로 후임 감독이 되었다. 그러나, 콜먼 감독은 2008년 1월 16일에 사표를 냈다.
2010년 6월 13일, 레알 소시에다드는 3년 만에 라 리가에 복귀하였다.
2012-13 시즌, 레알 소시에다드는 4위를 차지하면서 UEFA 챔피언스리그 2013-14에 진출하게 되었는데, 플레이오프전 진출이었지만 2003-04 시즌 이래 처음으로 이 대회에 진출하였다. 플레이오프전에서, 구단은 9년 전 16강에서 레알 소시에다드를 떨어뜨렸던 리옹을 두 차례 2-0으로 이겨 설욕하면서 조별 리그 진출에 성공했다. 그러나, 레알 소시에다드는 조별 리그에서 승점 1점을 획득하는 데에 그쳐 16강에 오르지 못하였다.
2014년 11월 10일, 레알 소시에다드는 성적 부진으로 해임된 하고바 아라사테의 후임 감독으로 데이비드 모이스를 선임하였다. 모이스는 구단 역사상 6번째 영국인 감독이 되었지만, 라 리가에서 16위로 추락하면서 2015년 11월 9일에 해고장을 받을 수 밖에 없었다. 같은 날, 에우세비오 사크리스탄이 후임 감독으로 취임하였다.

## 명칭과 색상
구단명은 스페인어로 "왕립 사회 축구단"을 뜻한다. 제2 공화국 (1931-1939) 시절, 구단명은 "'도노스티아 축구단'"으로 개명되기도 하였다. 구단의 별칭은 바스크어로 왕가(Erreala) 혹은 하양-파랑(Txuri-urdin, 하양 파랑 줄무늬의 고유 유니폼에서 유래)이다. 레알 소시에다드 유니폼의 고유 색상은 하얀 바탕에 한쪽 구석 사각형을 파란색으로 칠한 산 세바스티안의 깃발에서 차용되었다.

## 지지 기반
스페인 사회학 조사 당국의 조사에 따르면 49개 주의 2473명의 성인들을 대상으로 한 조사에서 스페인 국민의 1.3%가 레알 소시에다드를 가장 열렬히 지지하는 것으로 알려졌고, 1.5%는 자신이 가장 열렬히 지지하는 구단 외에도 왕가를 지지하는 것으로 밝혀졌다.
구단에 지지를 보내는 지지자들에 대한 보답한 호킨 아페리바이 구단 회장은 "지지자들은 레알 소시에다드의 영혼이자, 자양분이며, 존재의 이유입니다"라고 말했다. 2012년 12월, 세비야와의 경기에 출전한 선수들은 각자 무작위로 선정된 구단 회원의 유니폼을 입고 출전하기도 하였다.

## 도핑 스캔들
이냐키 바디올라 전 구단 회장은 2001년부터 2007년까지 레알 소시에다드가 스페인 국가대표팀과 스페인의 축구 선수들에게 도핑을 촉구한 의혹에 대해 조사를 받은 에우페미아노 푸엔테스에게 €300,000을 지불했다고 폭로했다. 2013년에 공개된 2008년 텔레그래프의 영상에 따르면 바디올라가 주주들에게 "푸엔테스가 레알 소시에다드가 라 리가에서 준우승을 차지한 2002-03 시즌에 선수단과 밀접한 연계가 있었다"라고 말하는 것으로 보였다. 바니올라는 이어서 "레알 소시에다드가 약을 입수하는데 들인 €328,000의 예산은 목록에 없었다. 이 것은 또다른 예산안이 있었다는 것을 의미하지만 - 이를 증명하는 서류나 거래 내역이나 배송 내역이 밝혀지지 않았다. 우리는 그 약이 무엇인지 알며 우리는 그것이 무엇을 위해 쓰였든 혹은 무엇을 위해 쓰이지 아니었든 간에 이 사건에 연루되지 않을 것이다"라고 말을 이었다. 2005년부터 2013년까지 스페인 프로축구연맹 회장을 역임한 호세 루이스 아스티아사란은 이 주장을 "제가 (2001년부터 2005년까지) 레알 소시에다드 회장을 역임했을 때에 항상 최선의 도덕성과 전문성으로 종사하는 의료 부문에서 불법 행위가 벌어진다는 정보나 의혹에 대해 아는 것이 없었습니다. 만약 제가 알았다면, 제가 근면함과 완고함에 따라 조치를 취했을 것입니다"라고 일축하였다. 그는 "레알 소시에다드는 제가 회장으로 역임할 당시 도핑 관계자들과 밀접하게 활동했지만, 수 차례 도핑 검사 과정에 영향을 끼친 적이 없다"라고 덧붙였다. 2013년 4월, 푸엔테스에게 작전명 문 도핑 사건에 연루된 것과 스캔들에서 공공 보건법을 위반한 죄로 1년 징역형이 내려졌다.

## 수상
- 라 리가 우승 2회
  - 우승: 1980–81, 1981–82
  - 준우승: 1979–80, 1987–88, 2002–03

- 코파 델 레이 우승 3회
  - 우승: 1908–09, 1986–87, 2019–20
  - 준우승: 1909–10, 1912–13, 1927–28, 1950–51, 1987–88

- 수페르코파 데 에스파냐 우승 1회
  - 우승: 1982

- 세군다 디비시온 우승 3회
  - 우승: 1948–49, 1966–67, 2009–10

- 기푸스코아 선수권 우승 6회[32]
  - 우승: 1918–19, 1922–23, 1924–25, 1926–27, 1928–29, 1932–33

## 선수

### 현재 선수 명단
2025년 2월 4일 기준
참고: FIFA 자격 규정에 따라 소속된 국가대표팀 국기를 표시합니다. 선수는 복수의 FIFA 비회원국 국적을 가지고 있을 수 있습니다.
| 번호 | 포지션 | 국적       | 이름                       |
| ---- | ------ | ---------- | -------------------------- |
| 1    | GK     |            | 알렉스 레미로              |
| 2    | DF     |            | 알바로 오드리오솔라        |
| 3    | DF     |            | 아이엔 무뇨스              |
| 4    | MF     |            | 마르틴 수비멘디            |
| 5    | MF     |            | 이고르 수벨디아 (3주장)    |
| 6    | DF     |            | 아리츠 엘루스톤도 (부주장) |
| 7    | FW     |            | 안데르 바레네체아          |
| 8    | MF     |            | 아르센 자하랸              |
| 9    | FW     | 아이슬란드 | 오리 오스카르손            |
| 10   | FW     |            | 미켈 오야르사발 (주장)     |
| 11   | FW     | 수리남     | 셰랄도 베커르              |
| 12   | DF     |            | 하비 로페스                |
| 13   | GK     |            | 우나이 마레로              |
| 14   | FW     |            | 구보 다케후사              |

| 번호 | 포지션 | 국적       | 이름                                           |
| ---- | ------ | ---------- | ---------------------------------------------- |
| 16   | MF     |            | 혼 안데르 올라사가스티                         |
| 17   | FW     |            | 세르히오 고메스                                |
| 18   | DF     | 말리       | 하마리 트라오레                                |
| 20   | DF     |            | 혼 파체코                                      |
| 21   | DF     | 모로코     | 나예프 아게르드 (웨스트햄 유나이티드에서 임대) |
| 22   | MF     |            | 베냐트 투리엔테스                              |
| 23   | MF     |            | 브라이스 멘데스                                |
| 24   | MF     | 크로아티아 | 루카 수치치                                    |

### 2군 선수 차출 명단
참고: FIFA 자격 규정에 따라 소속된 국가대표팀 국기를 표시합니다. 선수는 복수의 FIFA 비회원국 국적을 가지고 있을 수 있습니다.
| 번호 | 포지션 | 국적 | 이름            |
| ---- | ------ | ---- | --------------- |
| 31   | DF     |      | 혼 마르틴       |
| 32   | GK     |      | 아이토르 프라가 |

| 번호 | 포지션 | 국적 | 이름            |
| ---- | ------ | ---- | --------------- |
| 35   | GK     |      | 에고이츠 아라나 |

### 임대 선수 명단
참고: FIFA 자격 규정에 따라 소속된 국가대표팀 국기를 표시합니다. 선수는 복수의 FIFA 비회원국 국적을 가지고 있을 수 있습니다.
| 번호 | 포지션 | 국적 | 이름                              |
| ---- | ------ | ---- | --------------------------------- |
| —    | MF     |      | 알베르토 다디에 (미란데스로 임대) |
| —    | MF     |      | 혼 고로차테기 (미란데스로 임대)   |
| —    | MF     |      | 로베르트 나바로 (마요르카로 임대) |

| 번호 | 포지션 | 국적 | 이름                                 |
| ---- | ------ | ---- | ------------------------------------ |
| —    | FW     |      | 카를로스 페르난데스 (카디스로 임대)  |
| —    | FW     |      | 혼 카리카부루 (라싱 산탄데르로 임대) |

## 시즌별 기록

### 최근 시즌
| 시즌    | 서열 | 순위 | 전 | 승 | 무 | 패 | 득 | 실 | 승점 | 컵     | 유럽 | 유럽         | 비고 |
| ------- | ---- | ---- | -- | -- | -- | -- | -- | -- | ---- | ------ | ---- | ------------ | ---- |
| 2011–12 | 1부  | 12   | 38 | 12 | 11 | 15 | 46 | 52 | 47   | 16강   |      |              |      |
| 2012–13 | 1부  | 4    | 38 | 18 | 12 | 8  | 70 | 49 | 66   | 16강   |      |              |      |
| 2013–14 | 1부  | 7    | 38 | 16 | 11 | 11 | 62 | 55 | 59   | 준결승 | UCL  | 조별 리그    |      |
| 2014–15 | 1부  | 12   | 38 | 11 | 13 | 14 | 44 | 51 | 46   | 16강   | UEL  | 플레이오프전 |      |
| 2015–16 | 1부  | 9    | 38 | 13 | 9  | 16 | 45 | 48 | 48   | 32강   |      |              |      |
| 2016–17 | 1부  | 6    | 38 | 19 | 7  | 12 | 59 | 53 | 64   | 8강    |      |              |      |
| 2017–18 | 1부  | 12   | 38 | 14 | 7  | 17 | 66 | 59 | 49   | 32강   | UEL  | 32강         |      |
| 2018–19 | 1부  | 9    | 38 | 13 | 11 | 14 | 45 | 46 | 50   | 16강   |      |              |      |
| 2019–20 | 1부  | 6    | 38 | 16 | 8  | 14 | 56 | 48 | 56   | 우승   |      |              |      |
| 2020–21 | 1부  | 5    | 38 | 17 | 11 | 10 | 59 | 38 | 62   | 16강   | UEL  | 32강         |      |

### 전체 시즌 기록
| 시즌    | 리그 | 리그명 | 순위 | 코파 델 레이 |
| ------- | ---- | ------ | ---- | ------------ |
| 1929    | 1    | 1부    | 4위  | 16강         |
| 1929/30 | 1    | 1부    | 7위  | 16강         |
| 1930/31 | 1    | 1부    | 3위  | 32강         |

| 시즌    | 리그 | 리그명 | 순위 | 코파 델 레이 |
| ------- | ---- | ------ | ---- | ------------ |
| 1931/32 | 1    | 1부    | 8위  | 8강전        |
| 1932/33 | 1    | 1부    | 6위  | 32강         |
| 1933/34 | 1    | 1부    | 5위  | 16강         |
| 1934/35 | 1    | 1부    | 11위 | 5라운드      |
| 1935/36 | 2    | 2부    | 6위  | 1라운드      |

- 왕립 사회 축구단의 명칭으로

| 시즌    | 리그 | 리그명 | 순위 | 코파 델 레이 |
| ------- | ---- | ------ | ---- | ------------ |
| 1939/40 | 2    | 2부    | 1위  | 16강         |
| 1940/41 | 2    | 2부    | 1위  | 4강          |
| 1941/42 | 1    | 1부    | 14위 | 16강         |
| 1942/43 | 2    | 2부    | 1위  | 16강         |
| 1943/44 | 1    | 1부    | 13위 | 16강         |
| 1944/45 | 2    | 2부    | 4위  | 16강         |
| 1945/46 | 2    | 2부    | 6위  | 1라운드      |
| 1946/47 | 2    | 2부    | 3위  | 1라운드      |
| 1947/48 | 1    | 1부    | 13위 | 4강          |
| 1948/49 | 2    | 2부    | 1위  | 8강          |
| 1949/50 | 1    | 1부    | 8위  | 16강         |
| 1950/51 | 1    | 1부    | 5위  | 준우승       |
| 1951/52 | 1    | 1부    | 10위 | 8강          |
| 1952/53 | 1    | 1부    | 10위 | 8강          |
| 1953/54 | 1    | 1부    | 9위  | 8강          |
| 1954/55 | 1    | 1부    | 14위 | 불참         |
| 1955/56 | 1    | 1부    | 8위  | 16강         |
| 1956/57 | 1    | 1부    | 12위 | 4강          |
| 1957/58 | 1    | 1부    | 9위  | 4강          |
| 1958/59 | 1    | 1부    | 10위 | 32강         |

| 시즌    | 리그 | 리그명 | 순위 | 코파 델 레이 |
| ------- | ---- | ------ | ---- | ------------ |
| 1959/60 | 1    | 1부    | 14위 | 16강         |
| 1960/61 | 1    | 1부    | 8위  | 16강         |
| 1961/62 | 1    | 1부    | 15위 | 32강         |
| 1962/63 | 2    | 2부    | 4위  | 32강         |
| 1963/64 | 2    | 2부    | 6위  | 16강         |
| 1964/65 | 2    | 2부    | 4위  | 4강          |
| 1965/66 | 2    | 2부    | 10위 | 32강         |
| 1966/67 | 2    | 2부    | 1위  | 32강         |
| 1967/68 | 1    | 1부    | 14위 | 16강         |
| 1968/69 | 1    | 1부    | 7위  | 4강          |
| 1969/70 | 1    | 1부    | 7위  | 16강         |
| 1970/71 | 1    | 1부    | 8위  | 8강          |
| 1971/72 | 1    | 1부    | 8위  | 8강          |
| 1972/73 | 1    | 1부    | 7위  | 5라운드      |
| 1973/74 | 1    | 1부    | 4위  | 16강         |
| 1974/75 | 1    | 1부    | 4위  | 8강          |
| 1975/76 | 1    | 1부    | 8위  | 4강          |
| 1976/77 | 1    | 1부    | 8위  | 16강         |
| 1977/78 | 1    | 1부    | 11위 | 4강          |
| 1978/79 | 1    | 1부    | 4위  | 4라운드      |

| 시즌    | 리그 | 리그명 | 순위 | 코파 델 레이 |
| ------- | ---- | ------ | ---- | ------------ |
| 1979/80 | 1    | 1부    | 2위  | 8강          |
| 1980/81 | 1    | 1부    | 1위  | 16강         |
| 1981/82 | 1    | 1부    | 1위  | 4강          |
| 1982/83 | 1    | 1부    | 7위  | 4강          |
| 1983/84 | 1    | 1부    | 6위  | 16강         |
| 1984/85 | 1    | 1부    | 7위  | 8강          |
| 1985/86 | 1    | 1부    | 7위  | 3라운드      |
| 1986/87 | 1    | 1부    | 10위 | 우승         |
| 1987/88 | 1    | 1부    | 2위  | 준우승       |
| 1988/89 | 1    | 1부    | 11위 | 16강         |
| 1989/90 | 1    | 1부    | 5위  | 8강          |
| 1990/91 | 1    | 1부    | 13위 | 16강         |
| 1991/92 | 1    | 1부    | 5위  | 5라운드      |
| 1992/93 | 1    | 1부    | 13위 | 8강          |
| 1993/94 | 1    | 1부    | 11위 | 5라운드      |
| 1994/95 | 1    | 1부    | 11위 | 4라운드      |
| 1995/96 | 1    | 1부    | 7위  | 2라운드      |
| 1996/97 | 1    | 1부    | 8위  | 2라운드      |
| 1997/98 | 1    | 1부    | 3위  | 16강         |
| 1998/99 | 1    | 1부    | 10위 | 16강         |

| 시즌    | 리그 | 리그명 | 순위 | 코파 델 레이 |
| ------- | ---- | ------ | ---- | ------------ |
| 1999/00 | 1    | 1부    | 13위 | 1라운드      |
| 2000/01 | 1    | 1부    | 13위 | 64강         |
| 2001/02 | 1    | 1부    | 13위 | 64강         |
| 2002/03 | 1    | 1부    | 2위  | 64강         |
| 2003/04 | 1    | 1부    | 15위 | 32강         |
| 2004/05 | 1    | 1부    | 14위 | 32강         |
| 2005/06 | 1    | 1부    | 16위 | 3라운드      |
| 2006/07 | 1    | 1부    | 19위 | 32강전       |
| 2007/08 | 2    | 2부    | 4위  | 2라운드      |
| 2008/09 | 2    | 2부    | 6위  | 3라운드      |
| 2009/10 | 2    | 2부    | 1위  | 2라운드      |
| 2010/11 | 1    | 1부    | 15위 | 32강         |
| 2011/12 | 1    | 1부    | 12위 | 16강         |
| 2012/13 | 1    | 1부    | 4위  | 32강         |
| 2013/14 | 1    | 1부    | 7위  | 4강          |
| 2014/15 | 1    | 1부    | 12위 | 16강         |
| 2015/16 | 1    | 1부    | 9위  | 32강         |
| 2016/17 | 1    | 1부    | 6위  | 8강          |
| 2017/18 | 1    | 1부    | 12위 | 32강         |
| 2018/19 | 1    | 1부    | 9위  | 16강         |

| \| 시즌 \| 리그 \| 리그명 \| 순위 \| 코파 델 레이 \| \| ------- \| ---- \| ------ \| ---- \| ------------ \| \| 2019/20 \| 1 \| 1부 \| 6위 \| 우승 \| \| 2020/21 \| 1 \| 1부 \| 5위 \| 16강 \| |      |        |      |              |
| 시즌 | 리그 | 리그명 | 순위 | 코파 델 레이 |
| 2019/20 | 1    | 1부    | 6위  | 우승         |
| 2020/21 | 1    | 1부    | 5위  | 16강         |

- 라 리가에 74시즌
- 세군다 디비시온에 16시즌

## 유럽대항전 출전 기록
2018년 2월 22일 기준
| 대회                               | 전 | 승 | 무 | 패 | 득 | 실 | 차 | 승률%  |
| ---------------------------------- | -- | -- | -- | -- | -- | -- | -- | ------ |
| 유러피언컵 / UEFA 챔피언스리그 (4) | 26 | 8  | 6  | 12 | 24 | 29 | −5 | 030.77 |
| UEFA 컵위너스컵 (1)                | 4  | 1  | 3  | 0  | 3  | 1  | +2 | 025.00 |
| UEFA컵 / UEFA 유로파리그 (10)      | 46 | 22 | 8  | 16 | 69 | 66 | +3 | 047.83 |
| 합계                               | 76 | 31 | 17 | 28 | 96 | 96 | 0  | 40.78  |

출처: UEFA.com 보관됨 2017-12-09 - 웨이백 머신
전 = 총 경기 횟수; 승 = 승리 횟수; 무 = 무승부 횟수; 패 = 패배 횟수; 득 = 득점 횟수; 실 = 실점 횟수; 차 = 골득실차. 

## 감독
| 연도    | 이름                            |
| ------- | ------------------------------- |
| 1918–23 | 호세 베라온도                   |
| 1923–26 | 헤르츠카 리포                   |
| 1926    | 루이스 오르티스 데 우르비나     |
| 1926–30 | 베니토 디아스                   |
| 1930–35 | 해리 로                         |
| 1939–41 | 가스파르 구루차가               |
| 1941–42 | 세바스티안 실베티 파치 감보레나 |
| 1942–51 | 베니토 디아스                   |
| 1951–55 | 호세 이그나시오 우르비에타      |
| 1955–60 | 살바도르 아르티가스             |
| 1960    | 호세바 엘리손도                 |
| 1960–62 | 발타사르 알베니스               |
| 1962    | 호세바 엘리손도                 |
| 1962–63 | 페리코 토레스                   |
| 1963–64 | 안토니오 바리오스               |
| 1964–66 | 로만 갈라레가                   |
| 1966–70 | 안도니 엘리손도                 |
| 1970–70 | 앙헬 세구롤라                   |
| 1970–72 | 안도니 엘리손도                 |
| 1972–74 | 라파엘 이리온도                 |
| 1974–76 | 안도니 엘리손도                 |
| 1976–78 | 호세 안토니오 이룰레기          |
| 1978–85 | 알베르토 오르마에체아           |
| 1985–89 | 존 토샥                         |
| 1989–91 | 마르코 안토니오 보로나트        |

| 연도      | 이름                   |
| --------- | ---------------------- |
| 1991      | 하비에르 에스포시토    |
| 1991–94   | 존 토샥                |
| 1994–95   | 살바 이리아르테        |
| 1995–97   | 하비에르 이루레타      |
| 1997–99   | 베른트 크라우스        |
| 1999–2000 | 하비에르 클레멘테      |
| 2000      | 페리코 알론소          |
| 2000–02   | 존 토샥                |
| 2002      | 로베르토 올라베        |
| 2002–04   | 레날 드누에            |
| 2004–06   | 호세 마리아 아모로르투 |
| 2006      | 곤살로 아르코나다      |
| 2006      | 호세 마리 바케로       |
| 2006–07   | 미겔 앙헬 로티나       |
| 2007–08   | 크리스 콜먼            |
| 2008      | 호세 라몬 에이스멘디   |
| 2008–09   | 후안마 리요            |
| 2009–11   | 마르틴 라사르테        |
| 2011–13   | 필리프 몽타니에        |
| 2013–14   | 하고바 아라사테        |
| 2014–15   | 데이비드 모이스        |
| 2015–18   | 에우세비오 사크리스탄  |
| 2018      | 이마놀 알과실          |
| 2018      | 아시에르 가리타노      |
| 2018–현재 | 이마놀 알과실          |

| 연도    | 이름                            |
| ------- | ------------------------------- |
| 1918–23 | 호세 베라온도                   |
| 1923–26 | 헤르츠카 리포                   |
| 1926    | 루이스 오르티스 데 우르비나     |
| 1926–30 | 베니토 디아스                   |
| 1930–35 | 해리 로                         |
| 1939–41 | 가스파르 구루차가               |
| 1941–42 | 세바스티안 실베티 파치 감보레나 |
| 1942–51 | 베니토 디아스                   |
| 1951–55 | 호세 이그나시오 우르비에타      |
| 1955–60 | 살바도르 아르티가스             |
| 1960    | 호세바 엘리손도                 |
| 1960–62 | 발타사르 알베니스               |
| 1962    | 호세바 엘리손도                 |
| 1962–63 | 페리코 토레스                   |
| 1963–64 | 안토니오 바리오스               |
| 1964–66 | 로만 갈라레가                   |
| 1966–70 | 안도니 엘리손도                 |
| 1970–70 | 앙헬 세구롤라                   |
| 1970–72 | 안도니 엘리손도                 |
| 1972–74 | 라파엘 이리온도                 |
| 1974–76 | 안도니 엘리손도                 |
| 1976–78 | 호세 안토니오 이룰레기          |
| 1978–85 | 알베르토 오르마에체아           |
| 1985–89 | 존 토샥                         |
| 1989–91 | 마르코 안토니오 보로나트        |

| 연도      | 이름                   |
| --------- | ---------------------- |
| 1991      | 하비에르 에스포시토    |
| 1991–94   | 존 토샥                |
| 1994–95   | 살바 이리아르테        |
| 1995–97   | 하비에르 이루레타      |
| 1997–99   | 베른트 크라우스        |
| 1999–2000 | 하비에르 클레멘테      |
| 2000      | 페리코 알론소          |
| 2000–02   | 존 토샥                |
| 2002      | 로베르토 올라베        |
| 2002–04   | 레날 드누에            |
| 2004–06   | 호세 마리아 아모로르투 |
| 2006      | 곤살로 아르코나다      |
| 2006      | 호세 마리 바케로       |
| 2006–07   | 미겔 앙헬 로티나       |
| 2007–08   | 크리스 콜먼            |
| 2008      | 호세 라몬 에이스멘디   |
| 2008–09   | 후안마 리요            |
| 2009–11   | 마르틴 라사르테        |
| 2011–13   | 필리프 몽타니에        |
| 2013–14   | 하고바 아라사테        |
| 2014–15   | 데이비드 모이스        |
| 2015–18   | 에우세비오 사크리스탄  |
| 2018      | 이마놀 알과실          |
| 2018      | 아시에르 가리타노      |
| 2018–현재 | 이마놀 알과실          |

## 통계
| 순위 | 이름                     | 출전 |
| ---- | ------------------------ | ---- |
| 1    | 알베르토 고리스          | 599  |
| 2    | 후안 안토니오 라라냐가   | 589  |
| 3    | 헤수스 마리아 사모라     | 588  |
| 4    | 루이스 아르코나다        | 551  |
| 5    | 미겔 푸엔테스            | 495  |
| 6    | 로베르토 로페스 우파르테 | 474  |
| 7    | 아구스틴 가하테          | 469  |
| 8    | 샤비 프리에토            | 463  |
| 9    | 이나시오 코르타바리아    | 442  |
| 10   | 미켈 아란부루            | 427  |

| 순위 | 이름                       | 골  |
| ---- | -------------------------- | --- |
| 1    | 헤수스 마리아 사트루스테기 | 162 |
| 2    | 촐린                       | 136 |
| 3    | 로베르토 로페스 우파르테   | 129 |
| 4    | 세바스티안 온토리아        | 114 |
| 5    | 파코 비엔소바스            | 109 |
| 6    | 다르코 코바체비치          | 107 |
| 7    | 페드로 우랄데              | 100 |
| 8    | 호세 마리 바케로           | 91  |
| 9    | 호세 마리 페레스           | 86  |
| 10   | 에피파니오 페르난데스      | 85  |

## 같이 보기
- 레알 소시에다드 B – 세군다 디비시온 B에 소속된 2군
- 레알 소시에다드 C – 테르세라 디비시온에 소속된 3군
- 레알 소시에다드 칸테라 – 디비시온 데 오노르 후베닐에 소속된 19세 이하 유소년부
- 레알 소시에다드 페메니노 – 프리메라 디비시온 페메니노에 소속된 여자부